# Marādah
Marādah är en ort i Libyen.   Den ligger i distriktet Al Wahat, i den centrala delen av landet, 700 km sydost om huvudstaden Tripoli. Marādah ligger 35 meter över havet och antalet invånare är 2 229.
Terrängen runt Marādah är platt.  Trakten runt Marādah är nära nog obefolkad, med mindre än två invånare per kvadratkilometer. Trakten runt Marādah är ofruktbar med lite eller ingen växtlighet.